# Rejon hłuski
Rejon hłuski (biał. Глускі раён) – rejon w centralnej Białorusi, w obwodzie mohylewskim. Jego dzisiejszy obszar był częścią dawnego województwa nowogródzkiego, na wschodnim krańcu powiatu nowogrodzkiego, później powiatu bobrujskiego.